# 振荡 (数学)

序列的振荡（蓝色）是序列的上极限和下极限的差值。

数学中，函数或序列的振荡是用于量化序列或函数在接近无穷大或某一点时，其极值之间的变化程度的数字。与极限类似，有好几种定义将这一只管概念转化为适合数学处理的形式：实数序列的振荡、实值函数在一点的振荡，以及函数在区间（或开集）上的振荡。

## 定义

### 序列的振荡
令{\displaystyle (a_{n})}为实数序列。则序列的{\displaystyle \omega (a_{n})}振荡可定义为{\displaystyle (a_{n})}的上下极限之间的差（可能是无穷大）：
{\displaystyle \omega (a_{n})=\limsup _{n\to \infty }a_{n}-\liminf _{n\to \infty }a_{n}}.
当且仅当序列收敛时，振荡为零。若{\displaystyle \limsup _{n\to \infty }}、{\displaystyle \liminf _{n\to \infty }}都等于+∞或−∞，即序列趋近于+∞或−∞，则称振荡未定义。

### 开集函数的振荡
令{\displaystyle f}为实变量的实值函数，则{\displaystyle f}在区间{\displaystyle I}上的振荡是{\displaystyle f}的上下确界之差：
{\displaystyle \omega _{f}(I)=\sup _{x\in I}f(x)-\inf _{x\in I}f(x).}
更一般地说，若{\displaystyle f:X\to \mathbb {R} }是拓扑空间{\displaystyle X}（如度量空间）上的函数，则{\displaystyle f}在开集{\displaystyle U}上的振荡为
{\displaystyle \omega _{f}(U)=\sup _{x\in U}f(x)-\inf _{x\in U}f(x).}

### 函数在一点的振荡
实变函数{\displaystyle f}在{\displaystyle x_{0}}处的振荡定义为{\displaystyle f}在{\displaystyle x_{0}}的{\displaystyle \epsilon }邻域上的振荡在{\displaystyle \epsilon \to 0}时的极限：
{\displaystyle \omega _{f}(x_{0})=\lim _{\epsilon \to 0}\omega _{f}(x_{0}-\epsilon ,x_{0}+\epsilon ).}
这等同于函数在{\displaystyle x_{0}}处的上下极限之差，前提是{\displaystyle x_{0}}不被排除在极限之外。
更一般地说，若{\displaystyle f:X\to \mathbb {R} }是度量空间上的实值函数，则振荡为
{\displaystyle \omega _{f}(x_{0})=\lim _{\epsilon \to 0}\omega _{f}(B_{\epsilon }(x_{0})).}

## 示例

sin (1/x)（拓扑学家正弦曲线）在x = 0处的振荡为2，其他地方都是0。

- {\displaystyle {\frac {1}{x}}}在{\displaystyle x=0}处有无穷大的振荡，其他地方均为0。
- {\displaystyle \sin {\frac {1}{x}}}（拓扑学家正弦曲线）在{\displaystyle x=0}处的振荡为2，其他地方均为0。
- {\displaystyle \sin x}在所有有限的{\displaystyle x}处的振荡均为0，在−∞、+∞处为2。
- {\displaystyle (-1)^{x}}（1, -1, 1, -1, 1, -1...）的振荡为2。

最后一例的序列是周期的，而任何周期（非常值）序列的振荡必不是0。不过，非零振荡无法推出周期性。
从几何角度看，实数振荡函数的图形会沿着xy平面上的某条路径运行，而不会收敛到越来越小的区域。在良态情况下，路径可能看起来像一个循环，即周期性行为；在最糟糕的情况下，则是覆盖整个区域的非常不规则的运动。

## 连续性
振荡可以用来定义函数的连续性，并且很容易等价于通常的ε-δ定义（对于定义在实线各处的函数）：当且仅当振荡为0时，函数ƒ在x0处连续；用符号表示为{\displaystyle \omega _{f}(x_{0})=0.}这个定义的好处在于量化了不连续性：振荡给出了函数在某点的不连续程度。
例如，在间断点的分类中有：
- 可去间断点的函数偏移值等于震荡；
- 跳跃间断点的函数跳跃值等于震荡（假设该点的值位于两侧极限之间）；
- 第二类间断点中，振荡衡量了极限不存在的程度。

描述集合论中，这个定义有助于研究间断点和连续点的集合：连续点是振荡小于ε的集合的交集（于是是Gδ集），并给出了勒贝格可积条件一个方向的快速证明。
通过简单的重排和极限（上极限和下极限）来定义振荡，可以等价于ε-δ定义：若（在某点）对给定的ε0，没有能满足ε-δ条件的δ，则振荡大于等于ε0；反之，若对每个ε都有能满足的δ，则振荡为0。振荡定义可以自然地推广到从拓扑空间到度量空间的映射。

## 推广
更一般地，设f : X → Y是拓扑空间X到度量空间Y的函数，则f的振荡可定义在每个x ∈ X：
{\displaystyle \omega (x)=\inf \left\{\mathrm {diam} (f(U))\mid U\mathrm {\ is\ a\ neighborhood\ of\ } x\right\}}

## 阅读更多
- Hewitt and Stromberg. . Springer-Verlag. 1965: 78. ISBN 9780387901381.
- Oxtoby, J.  4th. Springer-Verlag. 1996: 31–35. ISBN 978-0-387-90508-2.
- Pugh, C. C. . New York: Springer. 2002: 164–165. ISBN 0-387-95297-7.